# Monica Geuze
Monica Rosanne Irene Quirine Geuze (Zwijndrecht, 27 maart 1995) is een Nederlandse vlogger, auteur, presentatrice en voormalig dj.

## Carrière
Geuze werd geboren op 27 maart 1995 in het ziekenhuis van Zwijndrecht. Geuze heeft een Nederlandse vader en een moeder die in Jakarta (Indonesië) was geboren en op jonge leeftijd met haar Indische ouders naar Rotterdam kwam. De ouders van Geuze gingen uit elkaar toen zij achttien was.
Geuze groeide gedurende haar jeugd op in Hendrik-Ido-Ambacht en zat op De Theaterhavo/vwo (THV) in Rotterdam. Hier leerde zij Ronnie Flex kennen toen zij samen meededen aan een talentenjacht. Daarna volgde ze nog onderwijs aan het DevelsteinCollege in Zwijndrecht (waar ze haar VMBO-T-diploma behaalde in 2012), het Scheepvaart- en Transport College in Rotterdam en volwassenenonderwijs in Amsterdam.
Ze speelde mee in een muziekvideo van de band Racoon, Happy Family (2005). Hierin had ze de rol van een dochter in een ruziënd stel.
Op haar zestiende vroeg rapper Ronnie Flex haar om zijn vaste diskjockey te worden. Na dit drie jaar voor hem te hebben gedaan, begon ze in 2015 ook voor zichzelf te draaien. Haar debuutsingle Laten gaan (2015), met verschillende gastartiesten onder wie Ronnie Flex, haalde de Single Top 100 en de top van de Oranje Top 30. Nu of nooit (2016), met Ruben Annink en Jonna Fraser kwam nog hoger te staan in de hitlijsten. De videoclip van Laten gaan werd meer dan eenentwintig miljoen keer bekeken.
Ook maakte onder meer vlogs over haar dagelijks leven. In februari 2021 telde haar YouTubekanaal meer dan 541.000 abonnees. Tevens was Geuze vanaf september 2015 tot mei 2017 een van de presentatoren van het YouTubekanaal van RTL genaamd Concentrate. In 2019 keerde zij hier weer terug als presentatrice. Begin januari 2023 maakte Geuze bekend te stoppen met de vlogs over haar dagelijks leven, met als belangrijkste reden dat ze meer privacy voor zichzelf wilde.
Geuze publiceerde in mei 2017 een eigen boek, My way, waarin ze vertelt over haar leven als vlogger. In 2021 bracht Geuze haar tweede boek uit genaamd "Unreleased". In 2017 was Geuze een van de deelnemers van het eerste seizoen van de RTL 4-serie Kroongetuige. Tevens was ze te zien in de programma's Een goed stel hersens, Weet ik veel en Van der Vorst ziet sterren.
In 2019 was Geuze te zien als presentatrice van een exclusief seizoen van Love Island op Videoland. In 2023 en 2024 was ze genomineerd voor de Televizier Ring Talent-Award, maar ze kon beide keren niet bij het Gouden Televizier-Ring Gala aanwezig zijn omdat beide jaren op de dag van het Gala opnames waren van The Masked Singer.
In 2020 werd bekend dat Geuze aandeelhouder is geworden van het Nederlandse hard-seltzer-merk STËLZ.
In 2021 werd Monica Geuze door het mannenblad FHM uitgeroepen tot de mooiste vrouw van Nederland 2021. Ze was ook genomineerd voor de Televizier Ring Talent-Award in 2021.
Geuze presenteert sinds 2021 de wekelijkse Tonny Media-podcast Geuze & Gorgels, samen met Kaj Gorgels. Sinds 2022 is hier Geuze & Gorgels Extra als uitbreiding bij gekomen.

## Privéleven
Geuze had enige tijd een relatie met voetballer Lars Veldwijk, met wie zij in 2018 een dochter kreeg. Op 15 november 2019 maakte het stel via Instagram bekend dat ze uit elkaar gingen. Geuze liet op 26 juni 2024 via haar Instagram-account weten een relatie te hebben met James Lawrence, centrumverdediger bij Almere City, die vlak bij haar woont in Amsterdam. In augustus 2025 werd bekend dat deze relatie beëindigd was. 

## Televisie
| Als presentatrice | Als presentatrice                    | Als presentatrice                               |
| Jaar              | Productie                            | Opmerkingen                                     |
| ----------------- | ------------------------------------ | ----------------------------------------------- |
| 2015-2017, 2019   | Concentrate                          | Een van de presentatoren                        |
| 2019              | Love Island                          | Presentatrice, exclusief voor Videoland         |
| 2020-2023         | Temptation Island: Love or Leave     | Presentatrice, exclusief voor Videoland         |
| 2023-heden        | De Bachelorette                      | Presentatrice, exclusief voor Videoland         |
| 2023-heden        | Geuze & Gorgels: Geen controle       | Presentatieduo met Kaj Gorgels                  |
| 2024-heden        | Power Couple                         | Presentatieduo met Valerio Zeno                 |
| Als haarzelf      |                                      |                                                 |
| Jaar              | Productie                            | Opmerkingen                                     |
| 2020-2021         | Like Monica                          | Realityserie, exclusief voor Videoland          |
| Overig            |                                      |                                                 |
| Jaar              | Productie                            | Opmerkingen                                     |
| 2017              | Kroongetuige                         | Eindigde als vierde                             |
| 2017              | Een goed stel hersens                | Vormde een team met Kaj Gorgels                 |
| 2017              | Van der Vorst ziet sterren           | Peter van der Vorst kwam op bezoek              |
| 2018              | Tattoo Trippers                      | Samen met Kay Nambiar                           |
| 2018              | Weet ik veel                         | Eindigde als derde met een 4,4                  |
| 2018              | De Jongens tegen de Meisjes          | Team Yolanthe                                   |
| 2018              | Het Jachtseizoen                     | Deelnemer, wist niet te ontsnappen van StukTV   |
| 2018              | The Big Music Quiz                   | Deelnemer, zat in verliezend team               |
| 2018              | Praat Nederlands met Me              | Deelnemer team Martijn Koning                   |
| 2019              | De gevaarlijkste wegen van de wereld | Samen met Remy Bonjasky                         |
| 2020              | Vier handen op één buik              | Begeleidt een jonge aanstaande moeder           |
| 2020              | De Slimste Mens                      | Drie afleveringen                               |
| 2020              | Drag Race Holland                    | Gast                                            |
| 2022              | Fout maar goud                       | Team Marieke                                    |
| 2022              | Weet ik veel                         | Deelnemer                                       |
| 2022              | Isola di Beau                        | Gast                                            |
| 2022              | The Masked Singer                    | Deelnemer, als de Flamingo als vierde geëindigd |
| 2023              | Het Jachtseizoen                     | Duo met Yolanthe Cabau                          |
| 2023-heden        | The Masked Singer                    | Panellid                                        |
| 2023              | De Verraders                         | Deelnemer                                       |

### Bestseller 60
| Boeken met noteringen in de Nederlandse Bestseller 60 | Jaar van verschijnen | Datum van binnenkomst | Hoogste positie | Aantal weken | Opmerkingen |
| ----------------------------------------------------- | -------------------- | --------------------- | --------------- | ------------ | ----------- |
| My way                                                | 2017                 | 17-05-2017            | 2               | 19           |             |
| Unreleased                                            | 2021                 | 07-04-2021            | 5               | 3            |             |

## Discografie

### Singles
| Jaar | Act                                                    | Nummer      | Vlag van Nederland | Vlag van Nederland | Opmerkingen                                                |
| Jaar | Act                                                    | Nummer      | 100                | weken              | Opmerkingen                                                |
| ---- | ------------------------------------------------------ | ----------- | ------------------ | ------------------ | ---------------------------------------------------------- |
| 2015 | Monica Geuze, Ronnie Flex, Mafe, Abira, Frenna en Emms | Laten gaan  | 52                 | 22                 | nr. 2 in de Oranje Top 30 / top 2 in de Nederlandse Top 40 |
| 2016 | Monica Geuze met Ruben Annink en Jonna Fraser          | Nu of nooit | 34                 | 10                 | nr. 27 in de Mega Top 50                                   |